# Les Drôles de poissons-chats
Pour plus de détails, voir Fiche technique et Distribution.
Les Drôles de poissons-chats (Los insólitos peces gato) est un film mexicain réalisé par Claudia Sainte-Luce sorti en 2014.

## Fiche technique
- Titre : Les Drôles de poissons-chats
- Titre original : Los insólitos peces gato
- Réalisation : Claudia Sainte-Luce
- Scénario : Claudia Sainte-Luce
- Musique : Madame Recamier
- Photographie : Agnès Godard
- Montage : Santiago Ricci
- Décors : Gabriela Fernandez
- Production : Geminiano Pineda
- Sociétés de production : Cine Canibal, Jaqueca Films, Good Lap Production, Institut Mexicain de Cinématographie, Jaqueca Films
- Pays d'origine :   Mexique
- Format : 35 mm[1]
- Genre : comédie dramatique
- Durée : 89 minutes
- Date de sortie :
- France : 28 mai 2014

## Distribution
- Lisa Owen
- Ximena Ayala
- Sonia Franco
- Wendy Guillén
- Andrea Baeza
- Alejandro Ramírez-Muñoz

## Distinctions
- Festival International du Film de Baja 2013 : meilleur film
- Festival international du film de Gijón 2013 : Prix spécial du jury
- Festival international du film de Toronto 2013 : Prix de la critique internationale (FIPRESCI)
- Festival du film de Mar del Plata 2013 : meilleur FILM IBÉRO-AMÉRICAIN